# 胡蓼釘毛蚜
胡蓼釘毛蚜（学名：Capitophorus hippophaes）为常蚜科釘毛蚜屬下的一个种。